# 古賀万紀子
古賀 万紀子（こが まきこ、1957年2月12日 - ）は、元フジテレビアナウンサー。本名同じ。

## 来歴・人物
神奈川県横浜市出身。中学生・高校生時代はバレーボール部で活動。
津田塾大学学芸学部卒業。1979年にフジテレビの局アナウンサーとして入社。
アナウンサー時代は、「サンケイテレビ朝刊」や、「FNNニュースレポート6:00」などを担当。同期に斎藤裕子、皆川寿美がいる。
1983年、元テレビ朝日で2012年からはフリーアナウンサーの佐々木正洋と結婚、2児をもうけた。妹は元テレビ朝日アナウンサーの迫文代。
身長165㎝（1980年当時）。

## 過去の出演番組
- サンケイテレビ朝刊[1]
- FNNニュースレポート6:00
- FNNテレビ土曜・日曜夕刊[1]
- それいけ!実験クイズ（レポーターとして出演）[1]